# Мордовочка
«Мордовочка» — российский женский футбольный клуб из Саранска.

## Прежние названия
- 1988—1989 — «Жилищник»
- 1990—1992 — «Крылья Советов»
- 2006—2010 — «Мордовия»
- с 2011 — «Мордовочка»

## История
Первая женская команда в Саранске была создана в конце 1987 года при ДЮСШ «Светотехника», и уже в 1988 году приняла участие в первом Всероссийском турнире по футболу среди женских команд в г. Саранске. Дебют оказался успешным, саранские футболистки заняли 2 место, пропустив вперёд лишь именитую команду «Текстильщик» из г. Раменское Московской области. В 1990 году был проведён первый Чемпионат СССР. Саранская женская команда «Крылья Советов» выступала в первой лиге Чемпионата СССР, где заняла лишь 11 место из 12. В эти годы команду тренировали Учайкин Н. С., Рябов В. И., Губа В. И.
В 1991 году Президентом футбольной команды «Крылья Советов» Замотаевым Александром Ивановичем был назначен главный тренер Курчавый Александр Алексеевич. В течение двух лет команда исправно занимала лидирующие позиции в первой лиге Чемпионата СССР 1991 (5 место). Однако, затем, испытывая жесткий дефицит финансирования, «Крылья Советов» вынуждены были прекратить своё существование. Брошенные на произвол судьбы многие из саранских футболисток пополнили ряды других российских клубов (О. Солуянова, Э. Макаренко, Т. Веселова, И. Оракова, Д. Макиенко, Н. Кугубаева, О. Заренина, Ж. Мяделко — вратарь, которая привлекалась к выступлениям за сборную СССР).
Лишь спустя много лет в 2006 году по инициативе Главы Республики при стадионе «Старт» была образована команда Республики Мордовия. Главным тренером вновь был назначен Александр Алексеевич Курчавый. В сезонах 2006, 2007 в Первенстве МФС «Приволжье» (второй дивизион) команда была 3-й. В сезоне 2008 команда стала победителем Первенства МФС «Приволжье», а в сезоне 2009 стала обладателем Кубка ПФО. В финале Первенства России среди команд Второго дивизиона, прошедшем в посёлке Сукко Краснодарского края в октябре 2009 года, команда заняла 3 место, и завоевала право участия в Первом дивизионе 2010. В сезоне 2010 саранская команда «Мордовия» приняла участие в первом дивизионе Первенства России. По результатам группового этапа команда вошла в число участниц финального турнира, который проводился в Омске. В матче за 3 место «Мордовия» по пенальти переиграла омский «Иртыш» и поднялась в Высший дивизион чемпионата России сезона 2011—2012.
В 2011—2014 годах «Мордовочка» выступала в высшем дивизионе России.
Позднее, после потери профессионального статуса, клуб выступал во Втором дивизионе под названием «МГПИ-Мордовочка».

## Тренеры
- Учайкин Николай Серафимович (~1980-е)[2]
- Рябов Владимир Ильич
- Губа, Валерий Иванович (1990)
- Курчавый Александр Алексеевич (~1991-1992, 2006—2011, ~2016)
- Седакова, Светлана Васильевна (~2011-2013)[3]
- Федюнин, Алексей Викторович (~2013-2015)[4]

## Достижения

### Титульные
- 3-е место на групповом этапе в Первой лиги ВДФСОП: 1989
- 6-е место в зональном этапе в Первой лиги СССР: 1991
- 3-е место Второго дивизиона России: 2009
- 3-е место Первого дивизиона России: 2010
- 6-е место Чемпионата России: 2014
- Полуфиналист Кубка России: 2013

### Матчевые
Самые крупные победы
- 6:2 — самая крупная победа клуба в Чемпионате (в матче «Мордовочка» — «ЦСП Измайлово», 1 мая 2014)
- 5:1 — самая крупная победа клуба в Кубке (в матче «Уфа» — «Мордовочка», 25 мая 2014)

Самые крупные поражения
- 1:8 — самое крупное поражение клуба в Чемпионате (в матче «Рязань-ВДВ» — «Мордовочка», 13 октября 2013), 0:7 (в матчах «Энергия» — «Мордовочка», 30 апреля 2011, «Россиянка» — «Мордовочка», 16 июня 2011, «Мордовочка» — «Энергия», 10 июля 2011, «Мордовочка» — «Рязань-ВДВ», 29 апреля 2013)
- 1:8 — самое крупное поражение клуба в Кубке (в матче «Зоркий» — «Мордовочка», 18 апреля 2012)

## Результаты
без учёта мячей забитых в сериях послематчевых пенальти
с учётом технических результатов

| Сезон                                                   | Клуб                     | Чемпионат ВДФСОП | Чемпионат ВДФСОП                                 | Чемпионат ВДФСОП                                 | Чемпионат ВДФСОП | Чемпионат ВДФСОП | Чемпионат ВДФСОП | Чемпионат ВДФСОП | Чемпионат ВДФСОП | Чемпионат ВДФСОП | Чемпионат ВДФСОП | Чемпионат ВДФСОП | Чемпионат ВДФСОП | Кубок         | Главный тренер                        | Источники     |
| Сезон                                                   | Клуб                     | Лига/Дивизион    | Этап                                             | Этап                                             | Место            | И                | В                | Н                | П                | МЗ               | МП               | РМ               | О                | Кубок         | Главный тренер                        | Источники     |
| ------------------------------------------------------- | ------------------------ | ---------------- | ------------------------------------------------ | ------------------------------------------------ | ---------------- | ---------------- | ---------------- | ---------------- | ---------------- | ---------------- | ---------------- | ---------------- | ---------------- | ------------- | ------------------------------------- | ------------- |
| 1989                                                    | Жилищник                 | Первая лига      | Группа В                                         | Группа В                                         | 3 из 6           | 30               | 14               | 6                | 10               | 40               | 31               | +9               | 34               | не проводился | Николай Учайкин                       | [ 5 ]         |
|                                                         |                          | Чемпионат СССР   |                                                  |                                                  |                  |                  |                  |                  |                  |                  |                  |                  |                  |               |                                       |               |
| 1990                                                    | Крылья Советов (Саранск) | Первая лига      | Первая зона                                      | Первая зона                                      | 11 из 12         | 22               | 4                | 5                | 13               | 12               | 39               | -27              | 13               | не проводился | Валерий Губа                          | [ 5 ] [ 6 ]   |
| 1991                                                    | Крылья Советов (Саранск) | Первая лига      | Третья зона                                      | Третья зона                                      | 6 из 8           | 14               | 3                | 6                | 5                | 10               | 14               | -4               | 12               | не участвовал | Александр Курчавый                    | [ 5 ] [ 7 ]   |
|                                                         |                          | Чемпионат России |                                                  |                                                  |                  |                  |                  |                  |                  |                  |                  |                  |                  |               |                                       |               |
| 1992                                                    | Крылья Советов (Саранск) | Первая лига      | —                                                | —                                                | 12 из 13         | 24               | 3                | 5                | 16               | 7                | 26               | -19              | 11               | 1/16 финала   | Александр Курчавый                    | [ 5 ] [ 8 ]   |
| Новая история: Чемпионат России по футболу среди женщин |                          |                  |                                                  |                                                  |                  |                  |                  |                  |                  |                  |                  |                  |                  |               |                                       |               |
| 2006                                                    | Мордовия                 | Второй дивизион  | Предварительный этап, Первенство МФС «Приволжье» | Предварительный этап, Первенство МФС «Приволжье» | 2 из 3           | 2                | 1                | 0                | 1                | 5                | 6                | -1               | 3                | не участвовал | Александр Курчавый                    | [ 9 ]         |
| 2007                                                    | Мордовия                 | Второй дивизион  | Предварительный этап, Дивизион Приволжье         | Предварительный этап, Дивизион Приволжье         | 3 из 5           | 6                | 2                | 0                | 4                | 10               | 15               | -5               | 6                | не участвовал | Александр Курчавый                    | [ 10 ]        |
| 2008                                                    | Мордовия                 | Второй дивизион  | Предварительный этап, зона Приволжье             | Предварительный этап, зона Приволжье             | 1 из 4           | 4                | 4                | 0                | 0                | 12               | 0                | +12              | 12               | не участвовал | Александр Курчавый                    | [ 11 ] [ 12 ] |
| 2008                                                    | Мордовия                 | Второй дивизион  | Финальный этап                                   | группа Б                                         | 4 из 4           | 3                | 0                | 0                | 3                | 1                | 12               | -11              | 0                | не участвовал | Александр Курчавый                    | [ 11 ] [ 12 ] |
| 2008                                                    | Мордовия                 | Второй дивизион  | Финальный этап                                   | Плей-офф за 7-8 места                            | 7 из 8           | 1                | 1                | 0                | 0                | 1                | 0                | +1               | —                | не участвовал | Александр Курчавый                    | [ 11 ] [ 12 ] |
| 2008                                                    | Мордовия                 | Второй дивизион  | Второй дивизион 2008 (Итог)                      | Второй дивизион 2008 (Итог)                      | 7 из 8           | 8                | 5                | 0                | 3                | 14               | 12               | +2               | —                | не участвовал | Александр Курчавый                    | [ 11 ] [ 12 ] |
| 2009                                                    | Мордовия                 | Второй дивизион  | Предварительный этап, зона Приволжье             | Предварительный этап, зона Приволжье             | ?                | ?                | ?                | ?                | ?                | ?                | ?                | ?                | ?                | не участвовал | Александр Курчавый                    | [ 13 ]        |
| 2009                                                    | Мордовия                 | Второй дивизион  | Финальный этап                                   | группа Б                                         | 2 из 5           | 4                | 2                | 1                | 1                | 9                | 3                | +6               | 7                | не участвовал | Александр Курчавый                    | [ 13 ]        |
| 2009                                                    | Мордовия                 | Второй дивизион  | Финальный этап                                   | Плей-офф за 1-4 место                            | 3 из 10          | 2                | 1                | 1                | 0                | 6                | 2                | +4               | —                | не участвовал | Александр Курчавый                    | [ 13 ]        |
| 2009                                                    | Мордовия                 | Второй дивизион  | Второй дивизион 2009 (Итог)                      | Второй дивизион 2009 (Итог)                      | 3 из 10          | ?                | ?                | ?                | ?                | ?                | ?                | ?                | —                | не участвовал | Александр Курчавый                    | [ 13 ]        |
| 2010                                                    | Мордовия                 | Первый дивизион  | Предварительный этап, зона Центр-Волга           | Предварительный этап, зона Центр-Волга           | 2 из 7           | 12               | 10               | 1                | 1                | 67               | 12               | +55              | 31               | не участвовал | Александр Курчавый                    | [ 14 ]        |
| 2010                                                    | Мордовия                 | Первый дивизион  | Финальный этап                                   | группа Б                                         | 2 из 6           | 5                | 3                | 0                | 2                | 11               | 7                | +4               | 9                | не участвовал | Александр Курчавый                    | [ 14 ]        |
| 2010                                                    | Мордовия                 | Первый дивизион  | Финальный этап                                   | Плей-офф за 1-4 места                            | 3 из 12          | 2                | 0                | 1                | 1                | 2                | 4                | -2               | —                | не участвовал | Александр Курчавый                    | [ 14 ]        |
| 2010                                                    | Мордовия                 | Первый дивизион  | Первый дивизион 2010 (Итог)                      | Первый дивизион 2010 (Итог)                      | 3 из 12          | 19               | 13               | 2                | 4                | 80               | 23               | +57              | —                | не участвовал | Александр Курчавый                    | [ 14 ]        |
| 2011/12                                                 | Мордовочка               | Высший дивизион  | —                                                | —                                                | 8 из 8           | 28               | 4                | 2                | 22               | 17               | 96               | -79              | 14               | ¼ финала      | Александр Курчавый/ Светлана Седакова | [ 15 ]        |
| 2012/13                                                 | Мордовочка               | Высший дивизион  | Первый этап                                      | Первый этап                                      | 7 из 8           | 14               | 2                | 4                | 8                | 7                | 31               | -24              | 10               | не проводился | Светлана Седакова                     | [ 16 ]        |
| 2012/13                                                 | Мордовочка               | Высший дивизион  | Второй этап                                      | Второй этап                                      | 7 из 8           | 6                | 2                | 1                | 3                | 6                | 10               | -4               | 7                | не проводился | Светлана Седакова                     | [ 16 ]        |
| 2012/13                                                 | Мордовочка               | Высший дивизион  | Высший дивизион 2012/13 (Итог)                   | Высший дивизион 2012/13 (Итог)                   | 7 из 8           | 20               | 4                | 5                | 11               | 13               | 41               | -28              | 17               | не проводился | Светлана Седакова                     | [ 16 ]        |
| 2013                                                    | Мордовочка               | Высший дивизион  | —                                                | —                                                | 8 из 8           | 14               | 1                | 1                | 12               | 8                | 38               | -30              | 4                | ½ финала      | Алексей Федюнин                       | [ 17 ]        |
| 2014                                                    | Мордовочка               | Высший дивизион  | Предварительный этап                             | Предварительный этап                             | 6 из 7           | 11               | 2                | 2                | 7                | 13               | 20               | -7               | 8                | ¼ финала      | Алексей Федюнин                       | [ 18 ]        |
| 2014                                                    | Мордовочка               | Высший дивизион  | Финальный этап (5-6 места)                       | Финальный этап (5-6 места)                       | 6 из 6           | 2                | 1                | 1                | 0                | 2                | 1                | +1               | 4                | ¼ финала      | Алексей Федюнин                       | [ 18 ]        |
| 2014                                                    | Мордовочка               | Высший дивизион  | Высший дивизион 2014 (Итог)                      | Высший дивизион 2014 (Итог)                      | 6 из 6           | 13               | 3                | 3                | 7                | 15               | 21               | -6               | 12               | ¼ финала      | Алексей Федюнин                       | [ 18 ]        |
| 2015                                                    | МГПИ-Мордовочка          | Второй дивизион  | Предварительный этап, зона Приволжье             | Предварительный этап, зона Приволжье             | 3 из 4           | ?                | ?                | ?                | ?                | ?                | ?                | ?                | ?                | не участвовал | Алексей Федюнин                       |               |
| 2016                                                    | МГПИ-Мордовочка          | Второй дивизион  | Предварительный этап, зона Приволжье             | Предварительный этап, зона Приволжье             | 3 из 4           | 3                | 1                | 0                | 2                | 4                | 5                | -1               | 3                | не участвовал | Александр Курчавый                    |               |
| 2017                                                    | Олимп-МГПИ               | Второй дивизион  | Предварительный этап, зона Приволжье             | Предварительный этап, зона Приволжье             | 4 из 4           | 3                | 0                | 0                | 3                | 1                | 5                | -4               | 0                | не участвовал |                                       |               |

1. 1 2 3 4  в сезонах 1989—1994 очки начислялись таким образом: 2 очка за победу, 1 за ничью и 0 за поражение
2. ↑  после сезона 1992 «Крылья Советов» (Саранск) в связи с финансовыми трудностями прекратили существование в межсезонье
3. ↑  после сезона 2014 «Мордовочка» потеряла профессиональный статус и перешла во Второй дивизион

Лучшие бомбардиры клуба за сезон
| Сезон   | Бомбардир |
| ------- | --- |
| 2009    | Лошкарёва и Родионова по 2, Распопова (матч за 3-е место)                                                                                  |
| 2010    | Ардашева-24, Давыдок-15, Неудачена-8, Кандымова-6 (зона Центр-Волга), Ардашева-5, Давыдок-4, Неудачена-2 (группа Б), Ардашева-2 (плей-офф) |
| 2011/12 | Корнеевец-4 |

Молодёжная команда Мордовочка-2 участвовала в розыгрышах Первого дивизиона сезонов 2011 и 2012.

### Кубок России
без учёта мячей забитых в сериях послематчевых пенальти
без учёта технических результатов

| Сезон             | Кубок России | Кубок России | Кубок России | Кубок России | Кубок России | Кубок России | Кубок России | Кубок России |
| Сезон             | И            | В            | Н            | П            | МЗ           | МП           | РМ           | Итог         |
| ----------------- | ------------ | ------------ | ------------ | ------------ | ------------ | ------------ | ------------ | ------------ |
| 1992              | 1            | 0            | 0            | 1            | 0            | 3            | -3           | 1/16 финала  |
| 2011/12           | 1            | 0            | 0            | 1            | 1            | 8            | -7           | ¼ финала     |
| 2013              | 2            | 1            | 0            | 1            | 4            | 3            | +1           | ½ финала     |
| 2014              | 2            | 1            | 0            | 1            | 6            | 3            | +3           | ¼ финала     |
| Итого за 4 сезона | 6            | 2            | 0            | 4            | 11           | 17           | -6           |              |